# Озерной переулок (Санкт-Петербург)
Озерно́й переу́лок — переулок в Центральном районе Санкт-Петербурга. Проходит от улицы Восстания до Лиговского проспекта.

## История
Первое название — О́зеров — переулок получил по Лиговскому бассейну (ныне не существует). Также, на плане 1798 года был указан участок переулка от улицы Восстания до улицы Чехова. Название просуществовало с 1798 по 1822 год. Современное название переулок получил в 1821 году. До революции 1917 года на картах города фигурировал Озерный переулок.

## Интересные факты
В переулке отсутствует дом № 1. В снесенном в начале 1950-х годов особняке по адресу Озерной переулок, дом № 1 в 1817—1820 годах проживал основатель секты скопцов Кондратий Селиванов.